# Psilocerea insularia
Psilocerea insularia is een vlinder uit de familie spanners (Geometridae). De wetenschappelijke naam van deze soort is voor het eerst geldig gepubliceerd in 1880 door Mabille.
De soort komt voor in tropisch Afrika.